# Жанузак
Жануза́к (каз. Жанұзақ) — село у складі Уланського району Східноказахстанської області Казахстану. Входить до складу Єгінсуського сільського округу.
Населення — 237 осіб (2021; 314 у 2009, 419 у 1999, 466 у 1989).
Національний склад станом на 1989 рік:
- казахи — 100 %